# Skogsbränderna i Sverige 2018

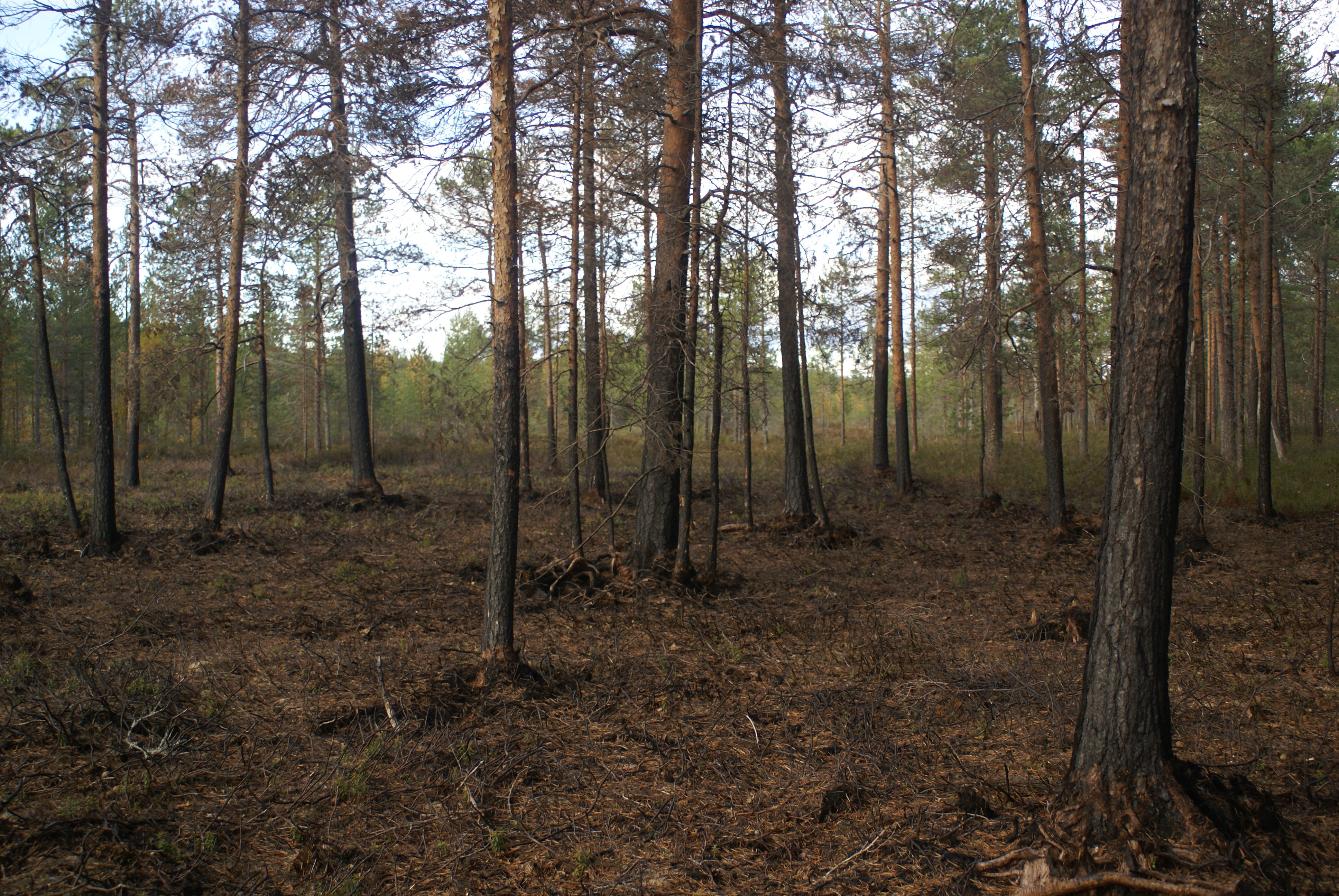
Plats där en skogsbrand ägde rum strax utanför Umeå den 11 juni 2018. Bilden är tagen ungefär tre månader efter branden.

Skogsbränderna i Sverige 2018 var ett antal enskilda skogsbränder som utbröt sommaren 2018, framför allt under juli månad. Under sommaren utbröt minst ett 50-tal skogsbränder i Sverige som tillsammans omfattade 25 000 hektar skog, drygt en promille av Sveriges totala 23 miljoner hektar skog. Under sommaren utfördes cirka 7000 räddningsinsatser i terrängmark till följd av skogsbränderna och de lokala räddningstjänsterna fick i många fall stöd från både nationellt och internationellt håll. Bränderna inträffade efter en period av långvarig torka och ihållande höga temperaturer. Sommaren 2018 var ovanligt torr och het i stora delar av Europa.

## Väderläget
Det här avsnittet är helt eller delvis baserat på material från  engelskspråkiga Wikipedia, 2018 European heat wave.

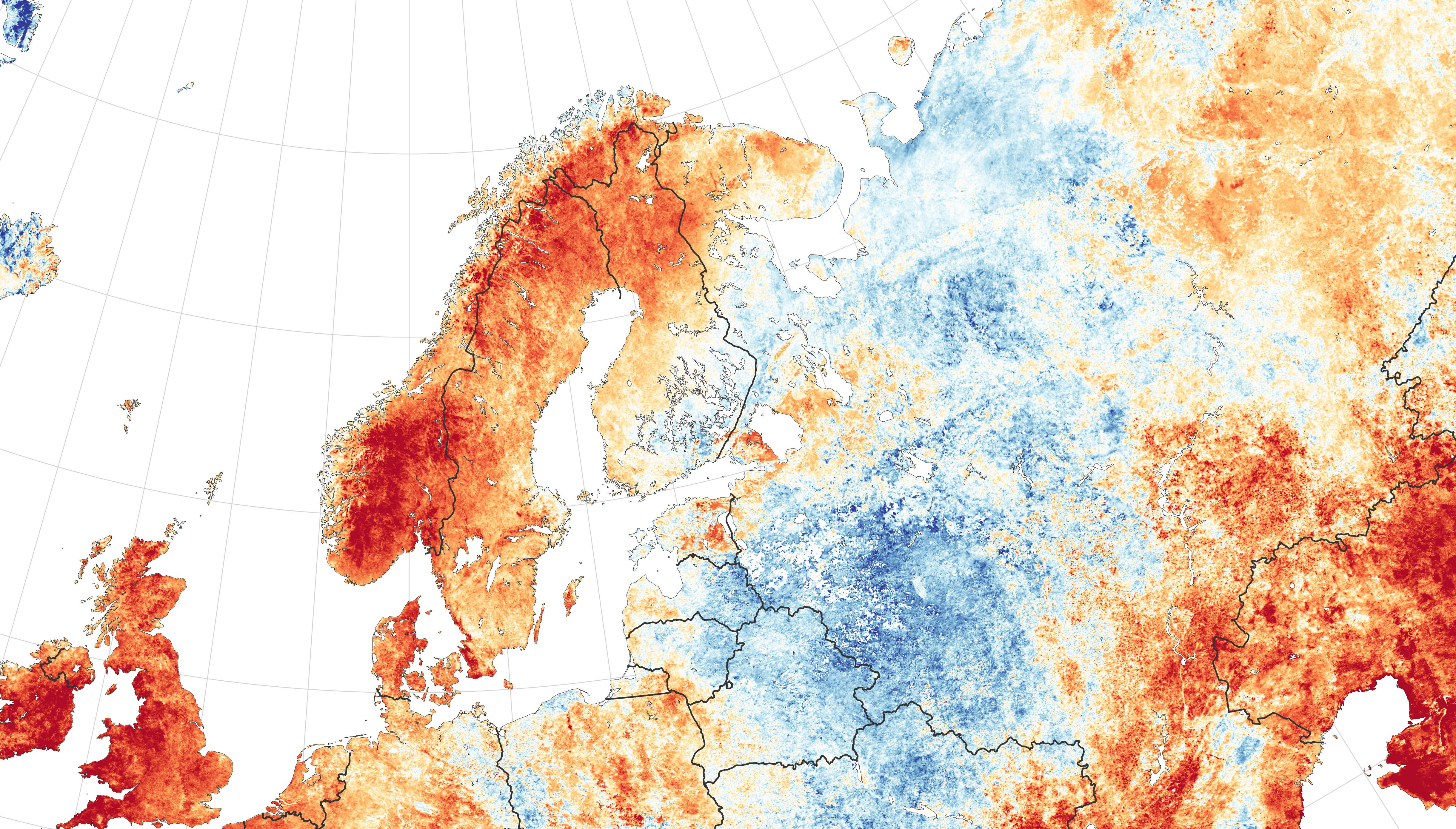
Temperaturavvikelser i Nordeuropa i juli 2018

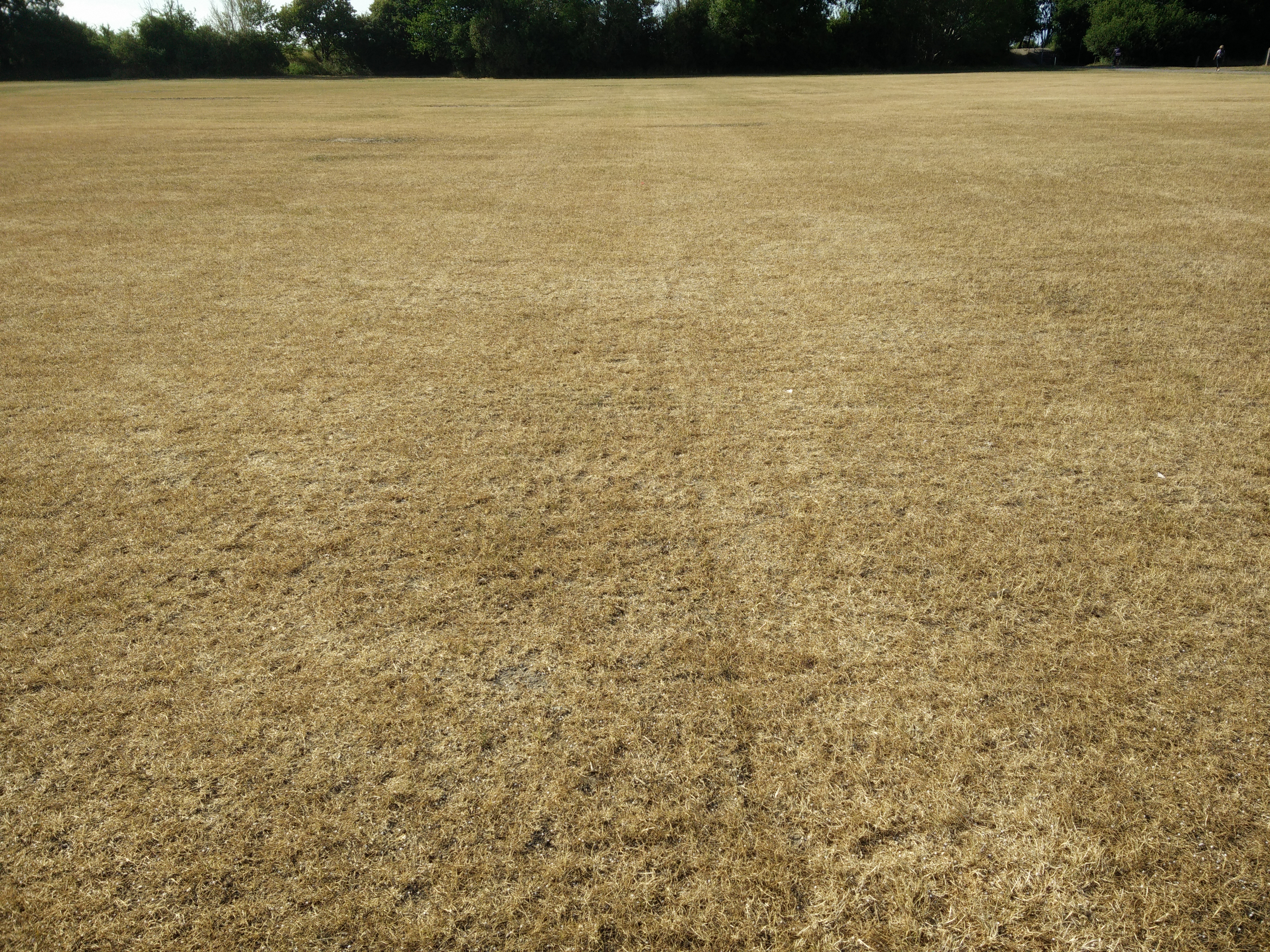
Gräsmatta i Malmö, 13 juni 2018.

Det ihållande extremvädret i norra Europa under senvåren och sommaren 2018 ledde till svår torka i skog och mark, och förklaras med att högtrycksområden och högtrycksryggar blockerade lågtryck från Atlanten. Det var en del av en större värmebölja över norra halvklotet, vilken delvis orsakades av att jetströmmen var svagare och mer oföränderlig än vanligt, vilket gjorde att het högtrycksluft kunde ligga kvar på samma ställe.
Vädret i så gott som hela Sverige var från maj ovanligt torrt, med periodvis ihållande värme och nederbördsbrist. Bortsett från i fjälltrakterna och delar av norra Norrlands inland, var maj torr eller mycket torr i hela landet. I Lund var maj med 2,3 mm nederbörd den torraste majmånaden sedan åtminstone 1783. I Visby, där mätningarna startade 1859, blev det en rekordtorr majmånad, då det bara föll 1,7 mm regn. Det tidigare rekordet var från 1866 då det föll 2,8 mm. Det blev också rekordmycket sol i maj i så gott som hela landet. I Stockholm blev det den soligaste kalendermånad som överhuvud taget observerats sedan 1880, samt den varmaste någonsin och även den torraste med endast 4 mm regn. I södra Sverige blev juni en av de allra varmaste junimånaderna på 100 år. I norra Norrland och på sina håll i ett band från nordligaste Götaland till sydligaste Norrland föll mer nederbörd än normalt, men i övriga delar av landet var månaden torr eller mycket torr. Oskarshamn, till exempel, fick endast 3 mm nederbörd. Också under större delen av juli var mängden nederbörd över hela landet mycket mindre än normalt.

## Händelseförlopp

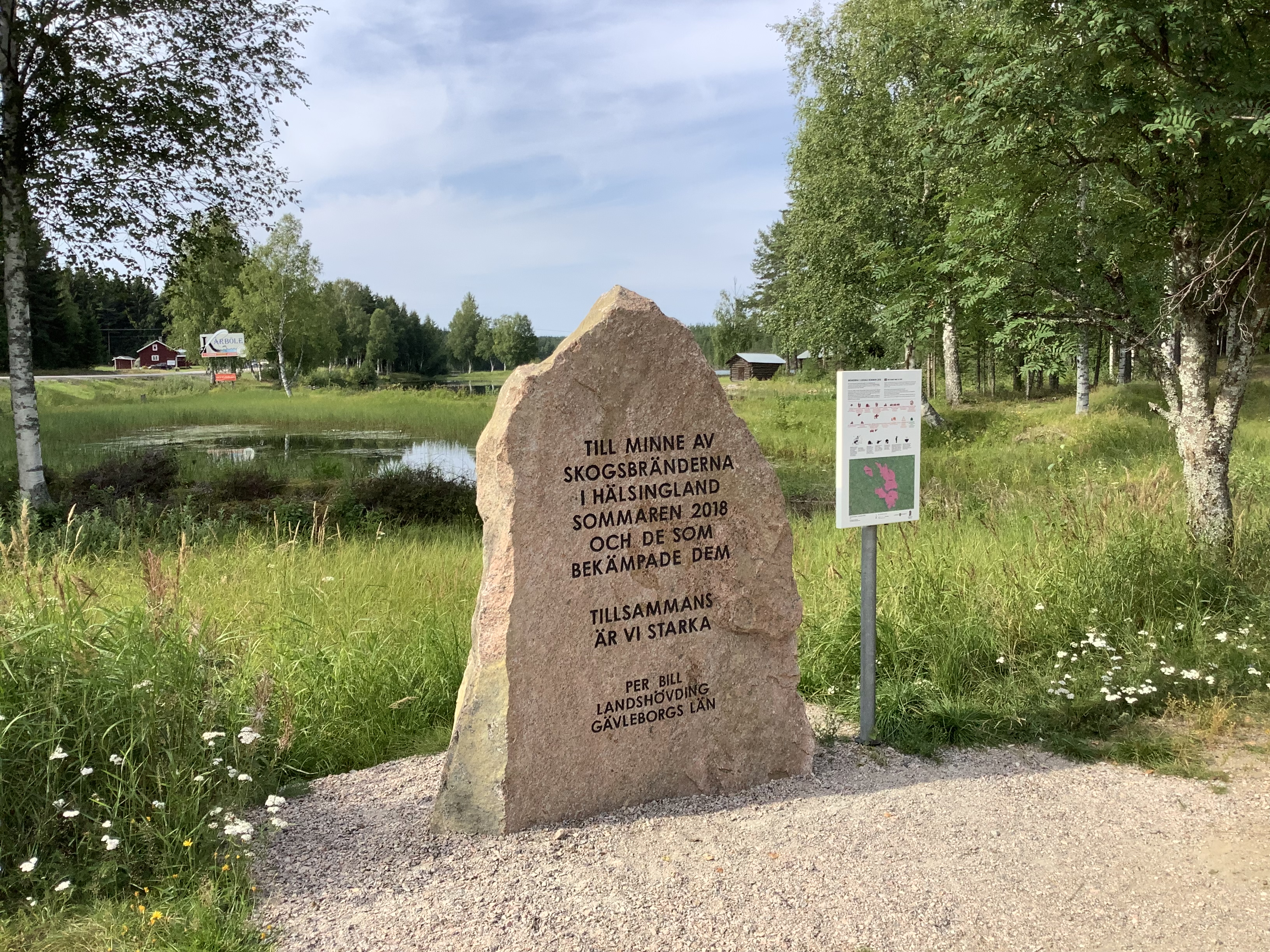
En minnessten intill Kårböle skans över räddningsarbetet i samband med skogsbränderna i Hälsingland sommaren 2018

Enstaka skogsbränder började uppträda under senare delen av maj. Myndigheten för samhällsskydd och beredskap sände stöd till Skinnskatteberg den 22 maj och gick den 25 maj ut med en varning om hög risk för skogsbrand. Den 8 juni utfärdades en ny varning, och en formell begäran om stöd lämnades till EU:s civilskyddsmekanism den 9 juni. Efter ha anlänt till Örebro den 10 juni, utförde två italienska brandbekämpningsplan av typ Bombardier 415 vattenbombningar under den kommande åttadagarsperioden i trakten av Kristinehamn, vid Hörnefors samt i Nacka.
Från inledningen av juli började skogsbränder uppstå i flera delar av Sverige, och vid mitten av månaden härjade runt 50 skogsbränder samtidigt i stora delar av landet, om än i mindre utsträckning i söder. För den 19 juli rapporterade SOS Alarm om 52 pågående släckningsarbeten. Bland de mest utsatta länen och regionerna fanns Norrbottens län, Västerbottens län, Jämtlands län, Gävleborgs län, Dalarnas län, Uppsala län och Kalmar län. 

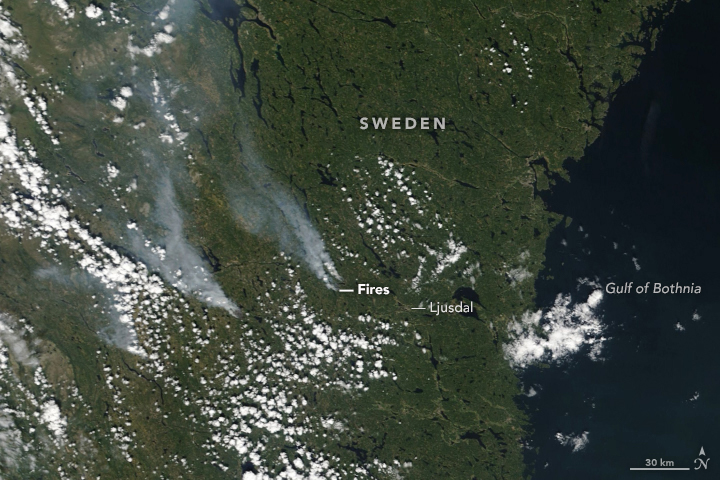
Satellitbild över skogsbränder i trakten av Ljusdal den 17 juli 2018

Vid denna tid bedömdes fyra bränder särskilt svåra, kanske omöjliga att släcka under rådande väderförhållanden. De största bränderna fanns i Jämtlands län i närheten av Fågelsjö/Lillåsen samt i Pålgård och Bräcke, i Ljusdals kommun med flera bränder i närheten av byn Kårböle, på och vid Älvdalens skjutfält i Älvdalens kommun samt vid Brattsjö i Västernorrlands län. Dramatiken var stor vid Kårböle (61°58′48.014″N 15°18′17.424″Ö / 61.98000389°N 15.30484000°Ö), som hotades av tre stora bränder vid Ängra, Enskogen och Nötberget på sammanlagt uppskattningsvis 10 000 hektar, vilka alla vid något tillfälle spreds i alla riktningar. Där arbetade samtidigt fyra vattenbombare. Vid släckningen av skogsbranden vid Älvdalens skjutfält (61°31′11″N 13°39′37″Ö / 61.51972°N 13.66028°Ö) i Trängslet, försvårades arbetet på delar av området av risken för att odetonerade granater skulle detonera i hettan. Detta ledde till svårigheter att nå begränsningslinjer på marken och vid något tillfälle att endast militära helikoptrar med splitterskydd kunde användas för vattenbombning. 
Mot slutet av månaden ökade brandrisken markant i södra och mellersta Sverige. Vid mitten av juli var bränderna utbredda över ungefär 25 000 hektar, varav de fyra största bränderna täckte uppskattningsvis 20 000 hektar. Detta kan jämföras med skogsbranden i Västmanland 2014, då 14 000 hektar brann. I ett längre historiskt perspektiv finner vi skogsbränderna år 1878 då enbart på statens mark 29 000 hektar eldhärjades, samt år 1888 då bränder hörjade ca 200 000 hektar, vilket räknas som det sista stora skogsbrandåret. NWT rapporterar den 5 augusti 1908 om oerhörda förluster i samband med de årliga skogsbränderna i storleksordningen 20 000 hektar.[källa behövs]

## Evakuerade
Sammanlagt evakuerades flera hundra personer i olika delar av Sverige under bränderna. I Ljusdals kommun, Gävleborgs län, evakuerades ett flertal orter omfattande totalt cirka 200 personer under skogsbränderna.

## Insatser utifrån
Försvarsmakten bidrog med över 500 man från Hemvärnet samt aktiva förband såsom Ledningsregementet, Göta ingenjörregemente, Trängregementet och Norrbottens flygflottilj.
Redan i juni hade Myndigheten för samhällsskydd och beredskap begärt utländskt stöd i form av vattenbombare genom EU:s civilförsvarsmekanism. Två italienska Bombardier 415 Superscooper deltog då under någon veckas tid i släckningsarbete i Värmland, Norrland och Nacka.
Under andra hälften av juli medverkade som mest sex vattenbombande flygplan – två tunga från Italien och två tunga från Frankrike, av typen Bombardier 415 Superscooper, och två mindre av typ Air Tractor AT-802F Fire Boss från Portugal. Vid sidan av användes ett stort antal helikoptrar - svenska helikopter 16 och helikopter 14 från försvarsmakten, ett knappt tiotal helikoptrar för vattenbombning från Norge via Direktoratet for samfunnssikkerhet og beredskap i Tønsberg, helikoptrar från Tyskland, en litauisk helikopter samt ett antal civila svenska helikoptrar.
Ett stort antal länder satte in resurser i de svenska skogsbränderna. Förutom flygplan och helikoptrar sattes manskap in. Polen sände i mitten av juli två fullt utrustade brandstyrkor med 44 fordon och 139 brandmän som avlösning för de slutkörda brandmännen på plats. Danmark sände ett antal brandmän. Tyskland stöttade insatsen i Trängslet med 55 brandmän och 11 fordon.
Det efterfrågande landet (i detta fall Sverige) står för alla löpande kostnader som bränsle, löner, kost och logi, enligt en överenskommelse inom ramen för EU:s civila skyddsverk. MSB betalar de utländska insatserna, medan kommunerna betalar svenska insatser, men får bidrag till detta från MSB.

## Skillnader mot skogsbranden i Västmanland 2014
Skogsbranden i Västmanland 2014 var den närmast föregående mycket omfattande skogsbranden i Sverige. Den gången rörde det sig om en enda brand, som uppstått genom oförsiktighet vid skogsarbete under en period med hög brandrisk. En liten brand spred sig under ett par veckor för att slutligen ha ödelagt sammanlagt 14 000 hektar skog.
Sommaren 2018 beräknades att enbart de fyra största då pågående och extremt svårsläckta bränderna per den 22 juli hade förbränt 20 000 hektar, medan samtliga bränder hade förstört 25 000 hektar skog. Ingen enskild brand bland dessa, hade dock drabbat ett lika stort område som västmanlandsbranden. Orsakerna till bränderna sommaren 2018 kunde vara av mycket olika slag, som olika slags gnistbildningar, exempelvis från tåg:111 eller skogsbrukets maskiner:268 eller åsknedslag. 
Vid skogsbranden i Västmanland, övertog staten via Länsstyrelsen i Västmanlands län efter någon vecka ansvaret för släckningsarbetet genom en särskilt uppbyggd ledningsorganisation. Bränderna 2018 uppkom i ett flertal län och regioner. Släckningsansvaret kvarstod normalt hos kommunerna, det vill säga hos respektive kommunalförbund för räddningstjänster. Länsstyrelsen i Gävleborgs län fattade dock den 23 juli beslutet, att överta ledningen för släckningsarbetet i Ljusdals kommun.
Myndigheten för samhällsskydd och beredskap, som bland annat har hand om utplacerade beredskapslager av brandslang och annan utrustning, var tidigt involverad i brandbekämpningen. Tre veckor in i juli var beredskapslagren så gott som tömda, varför semestrarna avbröts och nyproduktion startade vid Svenska brandslangsfabriken i Skene av i storleksordningen 10 kilometer slang  i veckan.

### Vattenbombning med flygplan i stor skala
Efter viss testverksamhet under 1990-talet, användes specialutvecklade vattenbombplan för första gången i Sverige vid Skogsbranden i Västmanland 2014. Vattenbombning med flygplan är lämpligt vid bränder med hög spridningshastighet, hög brandintensitet (flamhöjder upp till cirka 3 meter) och i otillgängliga områden. 
Sommaren 2018 användes vattenbombare tidigt och i större skala. Under senare delen av juli var upp till sex flygplan i luften samtidigt.

### Skyddsavbränning och kvävning
I Trängslet användes metoden skyddsavbränning, vilket i sådan här stor skala är ovanligt i Sverige.
Ett JAS 39 Gripen-flygplan fällde den 25 juli en GBU-49 precisionsbomb över Älvdalens skjutfält i hopp om att kväva små partier av elden.

## Utredningar om bränderna
Skogsbränderna i Sverige under 2018 har gett upphov till ett flertal utvärderingar och rapporter.
Den 20 augusti 2018 tillsatte regeringen en utredning om de operativa räddningsinsatserna i samband med skogsbränderna i Gävleborgs, Dalarnas och Jämtlands län under sommaren. Jan-Åke Björklund, som nyligen avrapporterat  räddningstjänstutredningen (SOU 2018:54), utsågs till särskild utredare. Utredningen fick i uppdrag att bland annat utvärdera samordning, samverkan och ledning av insatserna, användning av samhällets samlade resurser, och kommunikation och information till allmänheten. Utredningen (SOU 2019:7) presenterades i början av 2019.
Försvarshögskolans Centrum för totalförsvar och samhällets säkerhet fick i uppdrag av länsstyrelsen i Gävleborgs län att utvärdera krishanteringen i samband med bränderna i länet sommaren 2018. Försvarshögskolan presenterade sin utvärdering den 28 juni 2019. Utvärderingen bedömde att länsstyrelserna, i stor omfattning, i hög eller mycket hög grad uppfyllt sitt ansvar enligt de författningar och riktlinjer som berör deras ansvarsområden under och efter olyckor och kriser.